# Solo (refresco noruego)

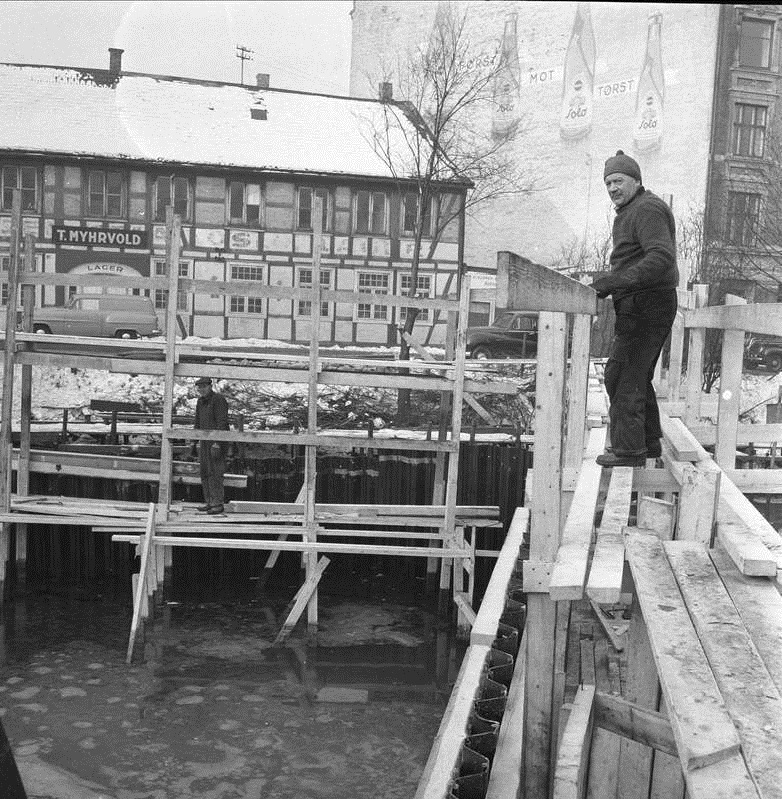
Desde Oslo: En la pared hay un viejo anuncio de Solo, diciendo "En primer lugar contra la sed"

Solo es un refresco con sabor a naranja, propiedad de las empresas noruegas Ringnes, Oskar Sylte, Aass y Mack. La receta originalmente era española, y fue presentada al director general de la empresa Tønsberg Bryggeri, Theodor W. Holmsen, por Torleif Gulliksrud en 1934. Solo rápidamente se convirtió en el refresco más popular de Noruega, y hasta la década de 1960 fue más importante que Coca-Cola en Noruega. En 1999, Pepsi superó a Solo en la cuota de mercado, dejando a Solo como el tercero más popular.
Solo actualmente es producido por Vasa Bryggeri en Sundsvall.
A partir de 2005, Solo tiene una participación del siete por ciento del mercado noruego de refrescos. Las variantes del Solo original incluyen Solo Super (menos azúcar), Solo Sunset y Solrik (jugo)